# Alexander Karlowitsch Medtner
Alexander Karlowitsch Medtner (russisch Александр Карлович Метнер; * 21. Maijul. / 2. Juni 1877greg. in Moskau; † 26. November 1961 ebenda) war ein russisch-sowjetischer Geiger, Dirigent, Komponist und Hochschullehrer.

## Leben
Medtner war ein Urenkel Friedrich Albert Gebhards, der deutscher Schauspieler und Dramatiker in St. Petersburg und Moskau war.
Medtner studierte 1892–1898 am Moskauer Konservatorium in der Geige-Klasse Vojtěch Hřímalýs und dann an der Musik-Drama-Schule der Moskauer Philharmonischen Gesellschaft in der Geige- und Dirigieren-Klasse von Willem Kes und in der Komposition-Klasse von Wiktor Kalinnikow, Alexander Iljinski und Georgi Konjus mit Abschluss 1902. Er wurde bekannt als Bratschist.
1896 war Medtner Geiger des Symphonie- und Theater-Orchesters Moskaus. 1902–1907 lehrte er in der Geige- und Bratsche-Klasse der Moskauer Staatlichen Philharmonie.  1902–1911 war er Konzertmeister der Moskauer Symphonie-Kapelle. Auch lehrte er an der Schule des Heiligsten Synods (1903–1914) und am Moskauer Volks-Konservatorium (1906–1917).
Nach der Oktoberrevolution war Medtner Professor und Dirigent des Orchesters des Moskauer Konservatoriums und auch Dirigent des Orchesters und Mitglied des Quartetts der Philharmonie Charkow 1918–1919.
Ab 1919 war Medtner Chefdirigent des Moskauer Kammertheaters. Unter seiner Leitung wurden die Operetten Giroflé-Girofla von Charles Lecocq (1922) und Scirocco von Leonid Polowinkin aufgeführt. Er komponierte die Schauspielmusiken für mehr als 20 Produktionen des Kammertheaters, darunter George Bernard Shaws Die heilige Johanna (1924), Andrei Globas Rosita (1926), Eugene O’Neills Der Schwarze (1929), Leonid Perwomajskyjs Unbekannte Soldaten (1932), Pedro Calderón de la Barcas Dame Kobold (1945).
Medtner lehrte am Musik-Technikum des Moskauer Konservatoriums (1924–1931). 1932–1955 leitete er die Orchester-Klasse des Moskauer Konservatoriums. Für Symphonie-Orchester komponierte er eine Tanz-Suite (1942) und eine kleine Suite (1948) sowie für Geige und Klavier eine Barkarole (1949). Er komponierte die Musik für das Stück Die feuerrote Blume (nach einer Erzählung von Sergei Aksokow) des Moskauer Puschkin-Theaters, das seit 1950 aufgeführt wird.
Medtner starb in Moskau und wurde auf dem Wwedenskoje-Friedhof begraben.
Medtners Brüder waren der Publizist und Musikkritiker Emili Medtner und der Komponist Nikolai Medtner. Der Organist und Komponist Alexander Goedicke war ein Vetter Medtners.